# Philippe Loiseau
Philippe Loiseau (* 24. November 1957 in Chartres) ist ein französischer Politiker des Front National (FN). Er ist seit 2014 Abgeordneter im Europäischen Parlament. Dort ist er Mitglied im Ausschuss für Landwirtschaft und ländliche Entwicklung und in der Delegation für die Beziehungen zur Föderativen Republik Brasilien. Er rückte für die französische Politikerin Jeanne Pothain nach, die ihr Mandat nicht annahm.